# Leyla Açba
Leyla Gülefşan Açba (Istanbul, 10 agosto 1898 – Sivas, 6 novembre 1931) è stata una principessa e scrittrice abcasa, nota per essere stata dama alla corte del sultano ottomano Mehmed VI, e per essere stata la prima dama di corte ottomana a scrivere le sue memorie.

## Famiglia
Leyla discendeva dalla famiglia principesca Açba, la più antica famiglia nobile originaria dell'Abcasia ancora esistente, emigrata a Istanbul durante la guerra russo turca del 1877. Gli Açba erano stati integrati nella nobiltà russa nel 1903, assumendo il titolo di principi.
Suo padre era il principe Mehmed Refik Bey Achba e sua madre era la principessa Mahşeref Hanım Emkhaa, figlia del principe Osman Bey Emukhvari e della principessa Hesna Hanım Çaabalurhva. Aveva due fratelli maggiori, Ahmed Bey e Rifat Kemaleddin Bey, una sorella maggiore, Emine Nurbanu Hanım, e una sorella minore, Feride Hanım.
Era imparentata con numerose consorti di sultani ottomani: la sua prozia Verdicenan Kadin era consorte del sultano Abdülmecid I, sua zia Peyveste Hanim e sua cugina Fatma Pesend Hanım erano consorti di Abdülhamid II, e sua nonna paterna Ayşe Kemalifer Dziapş-Ipa era la sorella di Dürrinev Kadın, consorte di Abdülaziz I. Inoltre, sua sorella Nurbanu sposò Şehzade Mehmed Burhaneddin, figlio di Abdülhamid II, e cambiò nome in Hidayet Hanim. Infine, sua cugina Mihri Müşfik Hanim fu la prima donna artista in Turchia. 

## Origini
Leyla nacque a Istanbul il 10 agosto 1889. 
Venne educata in maniera eccellente: parlava fluentemente inglese e francese e suonava il pianoforte. Inoltre, era una poetessa di riconosciuto talento.
Nel 1916 venne promessa in sposa al principe Hüseyin Inalipa, ma lo sposo morì venti giorni prima della data delle nozze, fissate per il 23 luglio 1918. 

## A palazzo
Leyla entrò a servizio a Palazzo con numerose parenti nel 1919, e, come da regola, cambiò nome, assumendo quello di Gülefşan Hanim. Mentre sua sorella Nurbanu Hidayet Hanim divenne una consorte di uno dei figli del sultano ottomano Abdülhamid II, e altre sue parenti divennero pure consorti di diversi sultani, Leyla divenne una dama di compagnia di Nazikeda Kadın, consorte di Mehmed VI, figlio di Abdülmecid e ultimo Sultano dell'Impero ottomano, e sua cugina.
Servì a corte fino alla caduta del Sultanato nel 1924, quando tutta la dinastia venne mandata in esilio dal nuovo regime repubblicano e nazionalista. 

## Morte
Dopo la caduta del Sultanato si stabilì a Sivas con una zia, dove morì di tubercolosi il 6 novembre 1931. Venne sepolta a Yukarı Tekke.

## Memorie
Nei suoi ultimi anni Leyla si dedicò a redigere le sue memorie, prima dama ottomana a farlo.
Lo scopo era rendere pubblico il duro trattamento riservato dalla nuova Repubblica ai membri della decaduta dinastia e a quelli delle famiglie a loro legate. 